# Y Telescopii
Y Telescopii är en variabel stjärna av halvregelbunden typ (SR) i stjärnbilden Kikaren.
Stjärnan har en visuell magnitud som varierar mellan +8,6 och 9,8 med en period av 258 dygn.